# Ulrike Schäfer (Fußballspielerin)
Ulrike Schäfer, verheiratete Rigger (* 1967), ist eine ehemalige deutsche Fußballspielerin.

## Karriere
Schäfer spielte in Neuenburg am Rhein fast jeden Tag auf dem Bolzplatz gegenüber dem Bahnhof mit ihren älteren Brüdern Jürgen und Thomas und weiteren Neuenburger Jungs Fußball. Da es beim FC Neuenburg zu dieser Zeit keinen Mädchen- bzw. Frauenfußball gab, schloss sie sich im Alter von 12 oder 13 Jahren in Schliengen den Sportfreunden Schliengen an, die als einer der wenigen Fußballvereine in der Region mit einer Frauenmannschaft an Ligaspielen teilnahmen; mit einer Sondergenehmigung durfte sie sofort bei den Frauen mitspielen. Zur Saison 1987/88 wechselte sie zum TuS Binzen, das Aushängeschild im Frauenfußball in der Region seinerzeit. Mit dem Verein gewann sie am Saisonende das regionale Double. Mit dem Gewinn der Südbadischen Meisterschaft nahm ihre Mannschaft an der Endrunde um die Deutsche Meisterschaft teil und schied mit 1:6 nach Hin- und Rückspiel gegen den VfR 09 Saarbrücken bereits im Achtelfinale, wie auch mit 0:4 beim KBC Duisburg im Pokalwettbewerb, aus.
Den Talentsichtern des TSV Siegen zu jener Zeit aufgefallen, wechselte sie zur Saison 1988/89 nach Siegen und kam fortan in der Regionalliga West zum Einsatz. Ihre Premierensaison wurde mit der regionalen Meisterschaft und dem Gewinn des Westfalenpokals abgeschlossen, der zur Teilnahme an der Endrunde um die Deutsche Meisterschaft und am Pokalwettbewerb berechtigte. Nach dem Meistern von Achtel-, Viertel- und Halbfinale erreichte ihre Mannschaft das Finale, das am 24. Juni 1989 im Olympiastadion Berlin vor 10.000 Zuschauern – als Vorspiel zum Männerfinale – mit 5:1 gegen den FSV Frankfurt gewonnen wurde. In diesem Spiel wurde sie in der 70. Minute für Edit Kern eingewechselt. In der Meisterschaft unterlag sie mit ihrer Mannschaft dem TuS Ahrbach im Viertelfinale nach torlosen Hin- und Rückspiel letztendlich mit 5:6 im Elfmeterschießen. Im Finale um die Deutsche Meisterschaft am 24. Juni 1990 im heimischen Leimbachstadion, beim 3:0-Sieg über die SSG 09 Bergisch Gladbach, wurde sie nicht eingesetzt. Im Pokalwettbewerb scheiterte ihr Verein im Achtelfinal-Wiederholungsspiel mit 3:5 im Elfmeterschießen am FC Bayern München.

## Erfolge
- Deutscher Meister 1990 (ohne Finaleinsatz)
- DFB-Pokal-Sieger 1989
- Meister Regionalliga West 1989, 1990
- Westfalenpokal-Sieger 1989, 1990
- Südbadischer Meister 1988
- Südbadischer Pokalsieger 1988

## Sonstiges
Obwohl sich Veränderungen und Spielerwechsel für die Folgesaison abzeichneten und bei ihr der Wechsel zur SSG 09 Bergisch Gladbach spekuliert wurde, entschied sich Schäfer für die berufliche Laufbahn bei der Polizei Baden-Württemberg.